# エグミレガシー
『エグミレガシー』は、声優の江口拓也がキャラクター原案を手掛けたカードゲーム原作の日本のテレビアニメ作品。味があるキャラクター達が描かれている。

## 概要
2024年7月9日からAT-Xにて放送された。一話完結の形式ではなく物語形式であり、一話あたりの時間は約10分程度。
江口拓也自身がアニメ化すると聞いた時、正気ではないと思ったと取材で述べている。

## あらすじ
とある海に『エグー島』という島が浮かんでいる。この島内の唯一の娯楽は歌姫の歌を聞くことであった。そんなある日、歌姫が失踪してしまう。一体この島はこれからどうなってしまうのか。

## 登場人物
レジェンダリー・ファイナル・クライマックス・ボム
声 - 江口拓也
何でも「ちぎる」ことができる並外れた力を持っている。その力が原因で、村から離れた山の中でひっそりと暮らしている。
エンドオブザワールド
声 - 青山吉能
真っ直ぐな性格の持ち主。村人からは歌姫と呼ばれ、歌うことが趣味。歌でみんなを笑顔にしたいと思っている。
うっかりハチベー
声 - 斉藤壮馬
うっかり者。村人達はそのうっかり具合をもはやエンターテイメントとして見ている。ゴールデンレトリーバーとは幼馴染。
ゴールデンレトリーバー
声 - 芹澤優
うっかり者であるハチベーの面倒を見ているお姉さん。物事をスパッと言いきるため、「気」も強く「噛む力」も強い。稀に乙女な一面を見せる。
招かれざる客
声 - 西山宏太朗
常に不安を抱いており、気弱な性格の持ち主。透明な服を脱ぐと恥ずかしがる。また、透明な服を紛失した場合はひどく取り乱してしまう。
ウィザード
声 - 神尾晋一郎
エグー村の村長。村の治安を維持している。
呪いのギターケース
声 - 駒田航
壁があれば壊そうとする狂気のロックミュージシャン。
ゴッドアイ
声 - 羽多野渉
人懐っこい性格の持ち主で村中で可愛がられている。喋る言葉は「ゴ」のみ。
インビジブルストーカー
声 - 小林大紀
控えめな性格の持ち主。左の顔にしか意志がないため、他の顔は全てフェイク。呪いのギターケースのファン。
モヒカン・ドット
声 - 中島ヨシキ
森の中で拾ったモヒカンを頭につけている。
パーマ・ストライプ
声 - 小林大紀
パーマのように見える髪の正体はぶどう。こびりついてしまい取れなくなっている。また、ストライプ柄のパンツを履いている。
センター分け・チェック
声 - 大倉空人
センター分けから誕生した。チェック柄のパンツを履いている。
村人
声 - 駒田航
お祭りごとが大好きで真っ直ぐな性格をしている。
ノグミ
声 - 羽多野渉
自分の体の周りを飛んでいるハエの名前は「ケッペキ・翔（しょう）」。

## スタッフ
- キャラクター原案 - 江口拓也[2][9]
- 監督 - モリ・マサ[2][9]
- 脚本 - モリ・マサ、北野克哉[2]
- 美術監督・色彩設定 - 青山沙羅[2]
- 撮影監督 - 山下直樹[2]
- 3DCGディレクター - 奇志戒聖[2]
- CGプロデューサー - 吉岡有人[2]
- 制作管理 - 松野佐知子、長岡有紀[2]
- 音響監督 - 田中亮[2]
- 音響効果 - 和田俊也[2]
- 音楽 - 松野恭平[2]
- キャスティングマネージメント - 山内春香[2]
- プロデューサー - 紙谷零[2]
- 企画・制作 - スタジオアウトリガー[9]
- 制作協力 - 81プロデュース[9]
- 製作 - エグミレガシープロジェクト[9]

## 主題歌
「P-P-P-PERO」
原因は自分にある。によるオープニングテーマ。作詞・作曲・編曲は久下真音。

## 劇中歌
「あなたが私のエグミレガシー」
エンドオブザワールド（青山吉能）による挿入歌。作詞はモリ・マサ、作曲は松野恭平。
「ギターケースが奏でちゃワリィか？」
呪いのギターケース（駒田航）による挿入歌。作詞はモリ・マサ、作曲は松野恭平。
「ある夜の星」
L.F.C.ボム（江口拓也）、エンドオブザワールド（青山吉能）による挿入歌。作詞はモリ・マサ、作曲は松野恭平。

## 各話リスト
| 話数   | サブタイトル           | 初放送日      |
| ------ | ---------------------- | ------------- |
| 第1話  | 消えた歌姫             | 2024年 7月9日 |
| 第2話  | 招かれたい             | 7月16日       |
| 第3話  | ちぎりデビル           | 7月23日       |
| 第4話  | 断ち切れないもの       | 7月30日       |
| 第5話  | 誰が為にギターは鳴る   | 8月6日        |
| 第6話  | 走り出す               | 8月13日       |
| 第7話  | 鈍感ミラクル           | 8月20日       |
| 第8話  | これがエグミレガシー？ | 8月27日       |
| 第9話  | ちぎられたくない時間   | 9月3日        |
| 第10話 | ある夜の星             | 9月10日       |
| 第11話 | 最後はこの曲よ！       | 9月17日       |
| 第12話 | END of the WORLD       | 9月24日       |

## 放送局
| 放送期間               | 放送時間           | 放送局 | 対象地域 | 備考 |
| ---------------------- | ------------------ | ------ | -------- | ---- |
| 2024年7月9日 - 9月24日 | 火曜 22:30 - 22:45 | AT-X   |          |      |

| 配信開始日       | 配信時間 | 配信サイト |
| ---------------- | -------- | --- |
| 2024年7月9日以降 | 不明     | Abema FOD DMM TV クランクイン!ビデオ U-NEXT dアニメストア Hulu Lemino Amazon Prime Video バンダイチャンネル VIDEX |

## BD / DVD
| 巻 | 発売日         | 収録話         | 規格品番  |
| -- | -------------- | -------------- | --------- |
| 1  | 2024年10月21日 | 第1話 - 第12話 | OED-11048 |